# Hir Elmosil
Hir Elmosil (tiếng Ả Rập: حير المسيل) là một ngôi làng nằm ở phó huyện Tell Salhab ở huyện Al-Suqaylabiyah, Hama, Syria. Theo Cục Thống kê Trung ương Syria (CBS), dân số của xã tính đến năm 2004 là 579 người.